# Шур, Альфред Максович
Альфред Максович Шур (16 декабря 1912, Торонто, Канада — 15 мая 2003, Лос-Анджелес, США) — молдавский советский химик. Доктор химических наук.

## Биография
Родился в Торонто, в семье эмигрантов из Российской империи. В 1931 году переехал с родителями в СССР. В 1937 году окончил Московский химико-технологический институт. Отец был репрессирован.
После окончания института работал на производстве в Кусково Московской области, в 1938—1947 годах — преподаватель во Владимирском химическом техникуме, одновременно в 1940—1947 годах — научный сотрудник Московского института химического машиностроения (МИХМ), где защитил кандидатскую диссертацию.
С 1948 года — доцент кафедры органической химии Кишинёвского государственного университета имени В. И. Ленина, с 1978 года — профессор. Диссертацию доктора химических наук по теме «Исследование в области винильных мономеров с активными функциональными группами» защитил в 1974 году. С 1988 года — на пенсии, переехал с семьёй в США.
Автор ряда научных трудов в области химии высокомолекулярных соединений, их синтеза и свойств, разработал метод производства искусственных кож со стойкой окраской из сшитого политриазена и структурноокрашенного полистирола. Автор переиздававшегося учебника для химических факультетов ВУЗов «Высокомолекулярные соединения» (1966—1981).

## Монографии
- Фурфурол и его народнохозяйственное значение. Кишинёв: Госиздат Молдавии, 1958. — 143 с.
- Полимеры для народного хозяйства Молдавии. Кишинёв: Картя молдовеняскэ, 1960. — 106 с.
- Высокомолекулярные соединения (учебник для химических факультетов университетов). М.: Высшая школа, 1966. — 503 стр.; 2-е издание — там же, 1971. — 519 с.; 3-е издание — там же, 1981. — 656 стр.
- Азотсодержащие виниларены (с Н. А. Барбой и А. П. Доней). Кишинёв: Штиинца, 1985.
- Азотсодержащие поливиниларены. Кишинёв: Штиинца, 1987.